# Aleksandr Aksinin
Aleksandr Aksinin, född 4 november 1954 i St Petersburg i dåvarande Sovjetunionen, död 28 juli 2020, var en sovjetisk friidrottare inom kortdistanslöpning.
Han tog OS-brons på 100 meters-stafetten vid friidrottstävlingarna 1976 i Montréal. 